# Pleurospermum benthamii
Pleurospermum benthamii là một loài thực vật có hoa trong họ Hoa tán. Loài này được (Wall. ex DC.) C.B. Clarke miêu tả khoa học đầu tiên năm 1879.